# Ivana (Vorname)
Ivana ist ein weiblicher Vorname.

## Herkunft und Bedeutung des Namens
Ivana ist die slawische Form des Vornamens Johanna. Der aus dem Hebräischen stammende Name bedeutet „der Herr ist gnädig“.

## Varianten
- Iva (Kurzform von Ivana)
- Ivanka (Koseform von Ivana)

## Bekannte Namensträgerinnen
- Ivana Banfić (* 1969), kroatische Dance- und Pop-Sängerin
- Ivana Baquero (* 1994), spanische Schauspielerin
- Ivana Bojdová (* 1985), slowakische Fußballspielerin
- Ivana Božilović (* 1977), serbisch-US-amerikanische Schauspielerin und Model
- Ivana Brkić (* 1986), kroatische Dance-, Pop- und House-Sängerin
- Ivana Brkljačić (* 1983), kroatische Hammerwerferin
- Ivana Brlić-Mažuranić (1874–1938), kroatische Autorin von Kinderbüchern
- Ivana Chubbuck, Schauspiel-Trainerin und Autorin aus den USA
- Ivana Chýlková (* 1963), tschechische Schauspielerin
- Ivana Hoffmann (1995–2015), deutsche Kommunistin
- Ivana Houserová (1957–2015), tschechische Glaskünstlerin und -designerin
- Ivana Hreščak (* 2000), slowenische Schachspielerin
- Ivana Hukman (* 1993), kroatische Fußballspielerin
- Ivana Iljić (* 1976), kroatische Fußballspielerin
- Ivana Iozzia (* 1973), italienische Marathonläuferin
- Ivana Isailović (* 1986), serbische Volleyballspielerin
- Ivana Ivanović-Burmazović (* 1971), Professorin
- Ivana Janečková (* 1984), tschechische Skilangläuferin
- Ivana Jeissing (* 1958), österreichische Schriftstellerin
- Ivana Jorović (* 1997), serbische Tennisspielerin
- Ivana Kansy (* 1970), deutsche Schauspielerin
- Ivana Kantarská (* 1995), slowakische Fußballspielerin
- Ivana Kindl (* 1978), kroatische R&B-Sängerin
- Ivana Kobilca (1861–1926), jugoslawische Malerin
- Ivana Kovačević (* 1994), serbische Skilangläuferin
- Ivana Kubešová (* 1962), tschechische Mittel- und Langstreckenläuferin
- Ivana Kubíková (* 1992), slowakische Badmintonspielerin
- Ivana Kuzmanović (* 1966), serbische Schriftstellerin
- Ivana Loudová (1941–2017), tschechische Komponistin
- Ivana Maksimović (* 1990), serbische Sportschützin
- Ivana Maletić (* 1973), kroatische Politikerin
- Ivana Massetti, italienische Filmregisseurin
- Ivana Miličević (* 1974), US-amerikanische Schauspielerin
- Ivana Mužarić (* 1996), kroatische Leichtathletin
- Ivana Palenčíková (* 1996), slowakische Fußballspielerin
- Ivana Ranilović-Vrdoljak (* 1970), kroatische Sängerin
- Ivana Reitmayerová (* 1992), slowakische Eiskunstläuferin
- Ivana Rentsch (* 1974), Schweizer Musikwissenschaftlerin und Hochschullehrerin
- Ivana Rožman (* 1989), mazedonische Sprinterin
- Ivana Rudelić (* 1992), deutsche Fußballspielerin kroatischer Abstammung
- Ivana Sajko (* 1975), kroatische Schriftstellerin, Dramaturgin und Theaterregisseurin
- Ivana Spagna (* 1956), italienische Popsängerin und Songwriterin
- Ivana Španović (* 1990), serbische Leichtathletin
- Ivana Trump (1949–2022), tschechisch-US-amerikanisches Model
- Ivana Vašilj, kroatisches Model und ehemalige Schönheitskönigin
- Ivana Vrdoljak (* 1994), kroatische Fußballspielerin